# Сукулент
Сукуленти се наричат растения, притежаващи повече от нормалното удебелени и месести части, където обикновено задържат вода и хранителни вещества, за да оцеляват при сухи климатични или почвени условия. Сукулентите виреят при неблагоприятни и сухи условия, т.е. те са ксерофити. Думата „сукулент“ произлиза от латинското „sucus” – „сок“. Приблизително 60 семейства растения имат в състава си сукуленти, като например семейство Кактусови и алоето. Сукулентите могат да бъдат във всякакви нюанси на зеленото, синьото, лилавото, розовото, червеното и оранжевото. Сукулентите като цяло са устойчиви на вредители, податливи са само на листните въшки и акарите. Често сукулентите са бъркани с кактусите (кактусите са сукуленти, но не всички сукуленти са кактуси). При кактуса отличителни са бодлите, представляващи еволюирали листа.

## Сукулентни растения
- Агаве
- Алое
- Бромелиеви (отделни представители)
- Дебелецови
  - Дебелец
  - Каланхое
  - Тлъстига
- Кактусови
- Литопс
- Нолина
- Хоя